# Brimstone
Brimstone je řízená střela typu vzduch-země určená k ničení opancéřovaných pohyblivých cílů jako jsou tanky, obrněná vozidla nebo samohybné houfnice. Jde o radarem naváděnou střelu, která vznikla na základě požadavku Royal Air Force. Původně mělo jít o raketu typu "vystřel a zapomeň", tzn., že se měla sama navádět během celého letu, aby se mohl pilot věnovat další bojové činnosti nebo provést únikový manévr. Dodatečně byla vybavena laserovým naváděním, které vyžaduje, aby byl cíl ozařován laserovým značkovačem, dokud nedojde k jeho zásahu. 
Raketa je od roku 2005 součástí výzbroje letadel Tornado GR4, zároveň však probíhá její integrace i do stíhaček Typhoon a vrtulníků Apache.
Verze rakety s duálním naváděním je ve výzbroji  Royal Air Force od konce roku 2008. K navádění může použít integrovaný radar, laser nebo kombinaci obojího.

## Vznik a vývoj

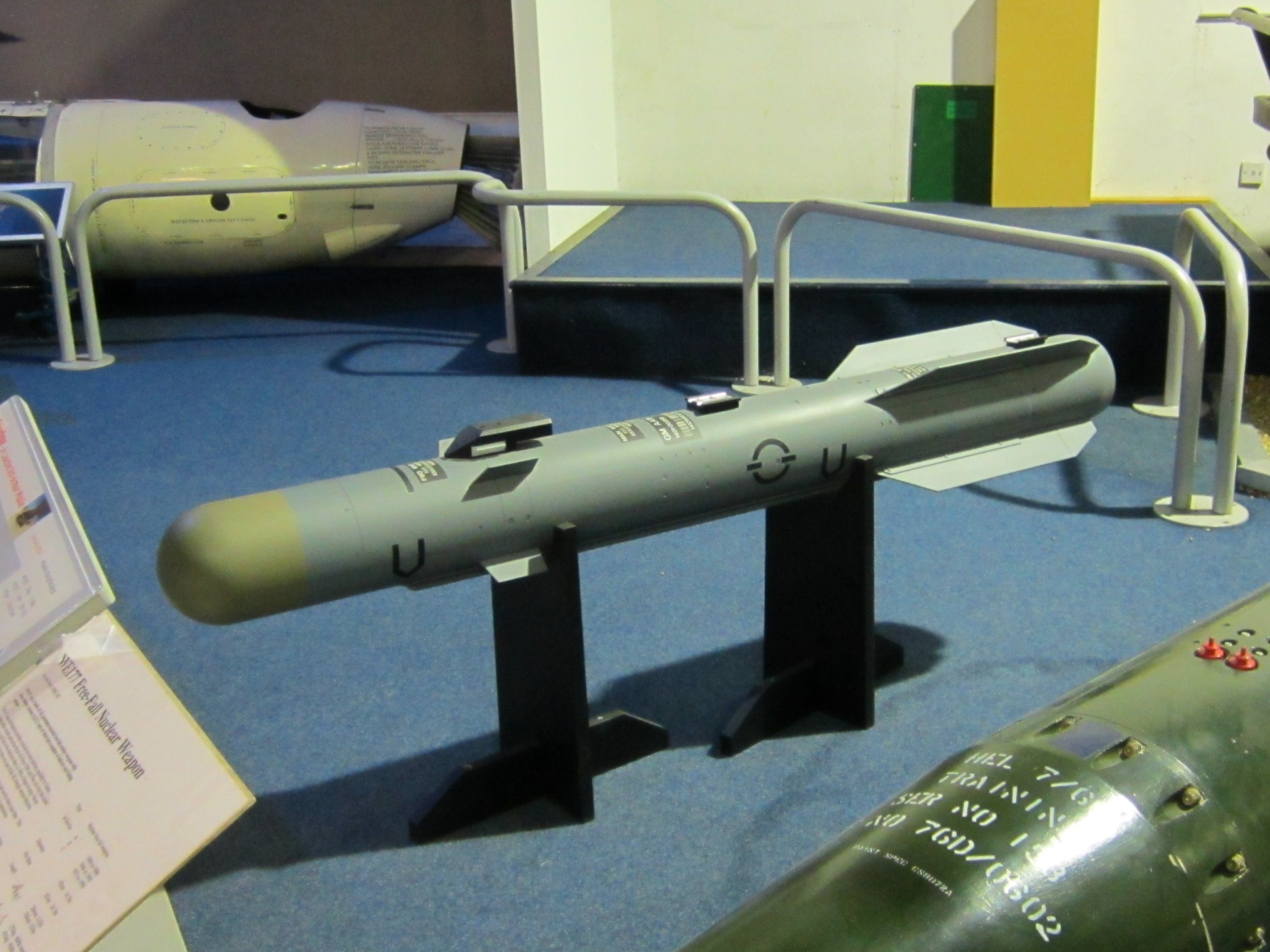
Střela Brimstone vystavena v RAF Museum London

V roce 1982 byl vydán doklad Staff Requirement (Air) 138 s technickými požadavky na novou střelu, která by nahradila kazetové pumy BL755 a RBL755. Při návrhu rakety se počítalo s masivním nasazením ve střední Evropě proti obrněné technice států Varšavské smlouvy. BL755 byla účinná zbraň, ale její účinnost proti novějšímu pancéřování byla sporná. Po skončení studené války však přehodnotila RAF své požadavky a financování bylo zastaveno. Krátce na to zkušenosti z války v Zálivu v roce 1991 ukázaly, že stíhací piloti se bez moderní protipancéřové střely neobejdou a projekt byl znovu vzkříšen.
V roce 1994 byl vydán doklad Staff Requirement (Air) 1238, známý také jako Advanced Anti-Armour Weapon (AAAW), tj. pokročilá protipancéřová zbraň. Požadavky obsažené v dokumentu byly velmi vysoké a vyžadovaly zcela autonomní střelu. Raketa měla mít systém, který by ji navedl na cíl za každého počasí, ve dne i v noci. Také měla být schopna prorazit každou známou balistickou ochranu tehdejších pancéřových vozidel. Jelikož se očekávalo nasazení střely na bojišti s hustou protivzdušnou obranou, musela být schopna odpalu při letu nadzvukovou rychlostí ve střední nebo nízké výšce a z dostatečně bezpečné vzdálenosti. Posledním požadavkem byla jednoduchá logistická podpora a údržba.
Své návrhy na novou střelu podalo pět firem: Thorn EMI, Hunting Engineering, Texas Instruments, British Aerospace Dynamics a GEC Marconi. Společnost GEC-Marconi představila raketu, která vycházela ze střely Hellfire, ale kvůli splnění náročných požadavků se skládala z množství nových komponentů. V červenci 1996 bylo ohlášeno, že GEC-Marconi se stala vítězem soutěže a v následujícím roce podepsala smlouvu na vývoj nové řízené střely Brimstone. GEC Marconi se později stala součástí Alenia Marconi Systems a následně byla začleněna do společnosti MBDA Missile Systems.
První letové testy se uskutečnily v roce 1998 a o rok později proběhly v USA i střelecké testy. Původně se plánovalo, že střela bude zařazena do výzbroje v roce 2001. Technické problémy, se kterými se konstruktéři během vývoje potýkali, však posunuly tento termín až na 31. březen 2005. Náklady na vývoj rakety Brimstone se vyšplhaly na 370 mil. britských liber.
Přestože byly rakety Brimstone vynikající zbraní proti potenciálním četným jednotkám obrněné techniky, války v Afghánistánu a Iráku ukázaly, že moderní asymetrické konflikty vyžadují jiný typ zbraně. Aby nedocházelo k velkým ztrátám civilistů, bylo třeba vyvinout řízenou střelu s vysokou přesností, ale s omezenou ničivou silou. Během těchto konfliktů používali sice piloti řízené střely Maverick, ty však měly velkou bojovou hlavici a příliš velký ničivý účinek. Proto byl v roce 2007 vznesen naléhavý operační požadavek, aby byla raketa Brimstone vybavena dodatečným naváděcím systémem. Tato nová raketa byla nazvána Dual Mode Brimstone a dodatečné náklady na její vývoj činily 10 mil. britských liber. Nová raketa disponovala mimo radarového naváděcího systému i přídavným laserovým naváděním. K jejímu prvnímu bojovému nasazení došlo v prosinci 2008 během války v Iráku.
V roce 2011 byla Dual Mode Brimstone vybrána jako základ pro vývoj nové rakety s delším doletem v rámci programu Selected Precision Effects at Range (SPEAR) Capability 2. Tato moderní řízená střela typu vzduch-zem byla nazvána Brimstone 2 a měla být zavedena do služby v roce 2013. Práce na vývoji se však zpozdily o tři roky a tak se do výzbroje letadel Tornado GR4 dostala až v červenci 2016.
Další platformou pro střely Brimstone by mohl být i bezpilotní letoun Reaper, který podstoupilo počáteční střelecké testy v období od prosince 2013 do ledna 2014. Tato série testů prokázala, že i na dálku řízené letadlo dokáže prostřednictvím rakety Brimstone úspěšně ničit stacionární a pohyblivé pozemní cíle. Konečné rozhodnutí o integraci střely do drone Reaper však zatím nepadlo.
V únoru 2015 byla podepsána smlouva v hodnotě 200 mil. eur, na jejímž základě by střely Brimstone 2 měly být integrovány do letadel Eurofighter Typhoon. Britské stíhačky Typhoon by tak měly být do konce roku 2018 vyzbrojené 6 raketami tohoto typu.
V červnu 2016 byla zveřejněna informace, že první střelby raketami Brimstone má úspěšně za sebou i americký bojový vrtulník Apache. Jak se ukázalo o měsíc později, tyto testy hrály důležitou roli v rozhodování britské armády o budoucích nákupech vojenské techniky. 11. července byla totiž podepsána smlouva na nákup 50 vrtulníků AH-64 Apache.

## Konstrukce a vlastnosti

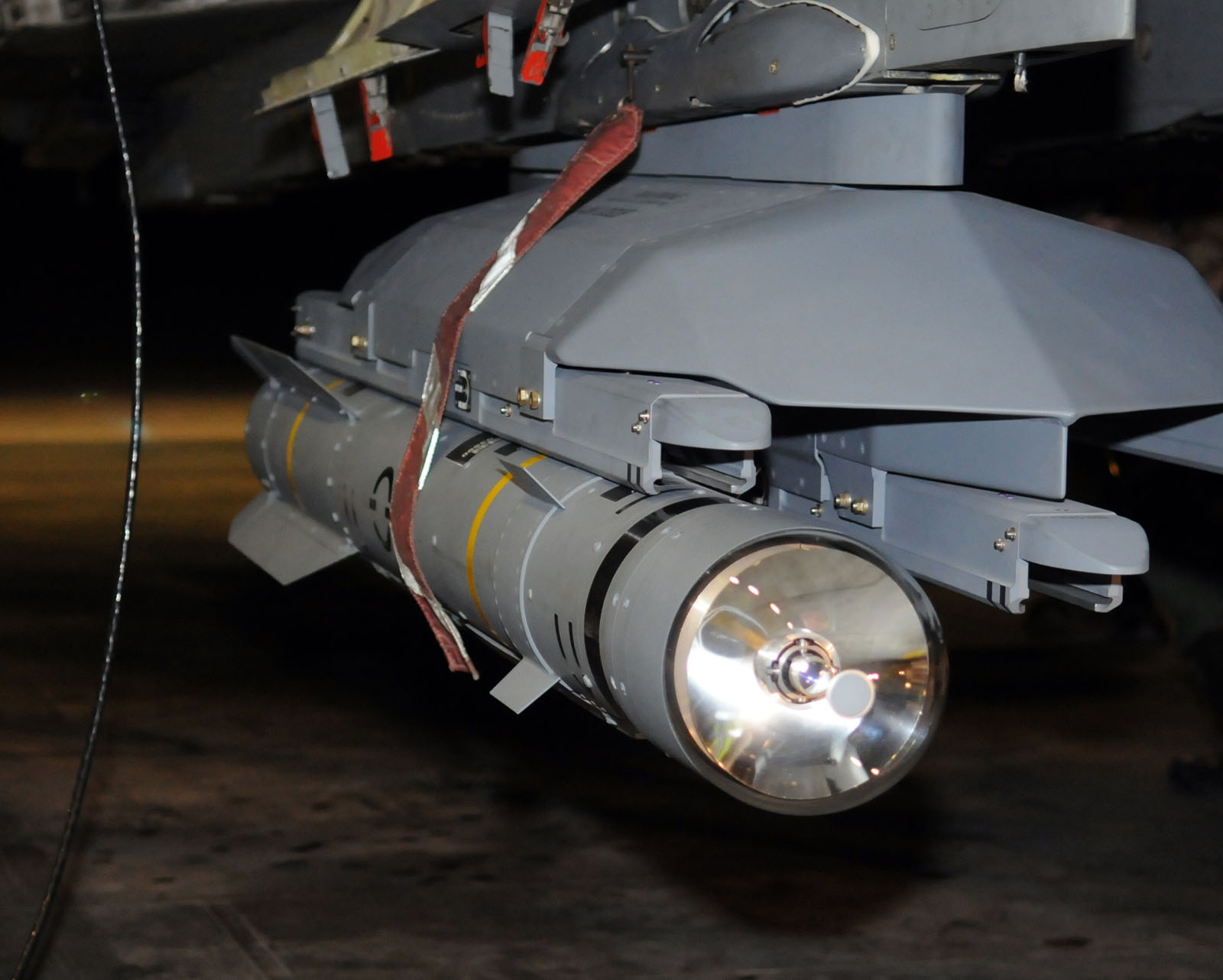
Střela Brimstone na letadle Tornado GR4

Ačkoliv Brimstone původně vycházela z rakety Hellfire, nemá s ní, až na podobné řídící plochy, téměř nic společného. Raketový motor akceleruje na nadzvukovou rychlost (max. Mach 1,3) za méně než tři sekundy. Raketa může být vystřelena v jakékoliv výši, včetně extrémně nízkých nadmořských výšek. Různé odhady se shodují, že její dolet je přibližně 32 km.
Letadlo Tornado má čtyři závěsníky, na kterých může nést po 3 střelách Brimstone. Při délce 1,8 m, průměru 17,8 cm a hmotnosti 48,5 kg se jedná o velmi kompaktní zbraň, schopnou prorazit i reaktivní pancéřování. V hlavici se nachází naváděcí systém, za kterým je kumulativní bojová část s hmotností 6,2 kg. Radiolokační systém navádění pracuje v pase milimetrových vln na frekvenci 94 GHz. Radar poskytuje obraz cíle ve velmi vysokém rozlišení, který je následně srovnáván se záznamy z digitální knihovny cílů. Díky množství sofistikovaných algoritmů dokáže Brimstone rozpoznat, o jaký typ vojenské techniky jde. Radiolokátor střely sleduje cíl pomocí vyzařování pouze velmi úzkého paprsku, díky čemuž je Brimstone protivníkem poměrně obtížné zjistitelná a minimalizuje se tím i možnost rušení. Raketa je po vystřelení navedena inerciálním systémem do určeného prostoru a následně se zapne radar, který vyhledá možné cíle v dané oblasti. Jakmile jsou všechny cíle rozeznány, určí se jejich priorita a nejdůležitější cíl je na radaru zamčený. Brimstone má naprogramováno množství způsobů vedení útoku. Pokud jsou cíle rozmístěny na větší ploše je možné vystřelit najednou několik střel, které letí vedle sebe a dopadnou na všechny cíle současně. V případě, že cílem je například kolona obrněných vozidel, rakety poletí jedna za druhou a znovu se synchronizují, aby dopadly na cíle současně. Pro zajištění větší flexibility použití těchto střel může Brimstone přijímat informace o cílech i z jiných platforem (např. z průzkumného letadla Sentinel R1).
Dual Mode Brimstone má duální systém navádění, který kombinuje původní radar s poloaktivním laserovým naváděním. V říjnu 2013 se uskutečnily s raketou Dual Mode Brimstone střelecké testy, které prokázaly, že pět raket dokáže úspěšně zasáhnout kolonu vozidel, pohybujících se rychlostí 112 km/h. Zkušenosti z bojů v Afghánistánu a Libyi prokázaly, že střela Dual Mode Brimstone dosahuje až 98 procentní úspěšnost při zasahování pozemních cílů.
Nejmodernější verze, nazvaná Brimstone 2, má vylepšený systém navádění a také bojovou hlavici. Kromě toho získala výkonnější motor a její dolet se zvýšil o více než 200%.

## Nasazení

### Válka v Iráku
V roce 2003 vstoupila vojska koalice vedená USA do Iráku a zahájila válku proti režimu Saddáma Husajna. Zúčastnilo se jí i všech 5 letek britských Tornado GR4, které 18. prosince 2008 poprvé bojově nasadily střely Brimstone.

### Válka v Afghánistánu
Během operace Herrick v Afghánistánu bombardovaly britská Tornada pozice Talibanu nejen pumami Paveway IV, ale i střelami Brimstone.

### Válka v Libyi
V roce 2011 se 16 britských letadel Panavia Tornado GR4 zúčastnilo vojenské intervence v Libyi. Kromě naváděných pum Paveway IV a střel s plochou dráhou letu Storm Shadow vystřelily celkem 230 raket Brimstone. Ty byly použity hlavně na ničení mobilních cílů, jakými byli vojenská vozidla Kaddáfího jednotek.

### Intervence v Iráku a Sýrii proti Isis
29. září 2014 zaútočily britské stíhačky Tornado GR4 poprvé na pozice Islámského státu v Iráku. Letadla bombardovala dělostřelecké pozice laserem naváděnými pumami Paveway IV a jedno ozbrojené vozidlo zničila řízenou střelou Brimstone. V noci 2. prosince 2015 schválil britský parlament rozšíření náletů královského letectva proti radikálům z Islámského státu i na území Sýrie. Poprvé použilo britské letectvo proti Isis v Sýrii střelu Brimstone, když s její pomocí zničilo nákladní auto, vezoucí zásoby pro ozbrojence. Útoku se zúčastnily i drony Reaper, z nichž jeden zničil pozemní cíl střelou Hellfire.

### Ruská invaze na Ukrajinu (2022)
V květnu 2022 se objevila informace, že Spojené království začalo posílat na Ukrajinu Brimstone a v listopadu téhož roku i Brimstone 2. Ozbrojené síly Ukrajiny střely Brimstone neodpalují z letadel, ale z upravených civilních automobilů.

## Varianty
- Brimstone
- Dual Mode Brimstone
- Brimstone 2

## Uživatelé
Saúdská Arábie
Saúdské královské letectvo
 Spojené království
Royal Air Force
 Ukrajina
Ozbrojené síly Ukrajiny